# アンソニー・パーキンス
アンソニー・パーキンス（Anthony Perkins、1932年4月4日 - 1992年9月12日）は、アメリカ合衆国ニューヨーク出身の俳優。

## プロフィール
父親が舞台俳優だったが、アンソニーが5歳の時に亡くなっている。若いころから俳優を志し、舞台に出演。映画デビューは1953年の『女優』。しばらく芽が出なかったが、コロンビア大学卒業後の1956年、ウィリアム・ワイラー監督のカンヌ国際映画祭パルム・ドール受賞作品『友情ある説得』でアカデミー助演男優賞にノミネートされた。その後、1957年の『ロンリー・マン』、続く1958年の『胸に輝く星』、『海の壁』、1959年『渚にて』などに出演、1960年代を代表する青春スターとして人気を博した。1959年の『緑の館』ではオードリー・ヘプバーンと共演、自ら歌う場面もあり美声を披露、1960年の『のっぽ物語』ではジェーン・フォンダと共演している。歌手としては「月影のなぎさ (Moon-Light Swim)」というシングルを発表しており、トニー・パーキンス (Tony Perkins)の名義でアルバムも残している。
1960年にアルフレッド・ヒッチコック監督の『サイコ』に主演のノーマン・ベイツ役で出演し強烈な印象を残した。翌1961年のイングリッド・バーグマン、イヴ・モンタン共演の映画『さよならをもう一度』で第14回カンヌ国際映画祭 男優賞を受賞した。その後1960年代後半から1970年代にかけてはハリウッドの体質を嫌い、フランス語が堪能なことからパリに在住しフランスなどのヨーロッパ映画に流れ、フイルムノワールを中心に主演。その間、日本ではフランツ・カフカ原作の1962年『審判』、ソフィア・ローレン共演作で1964年の『真夜中へ5哩』、ルネ・クレマン監督の1966年『パリは燃えているか』、1968年『かわいい毒草』、1971年『扉の影に誰かいる』などが劇場公開され、その若々しさから30代後半でも学生役を演じることが多かった。1974年、アガサ・クリスティー原作の『オリエント急行殺人事件』で久々の大作映画に復活。

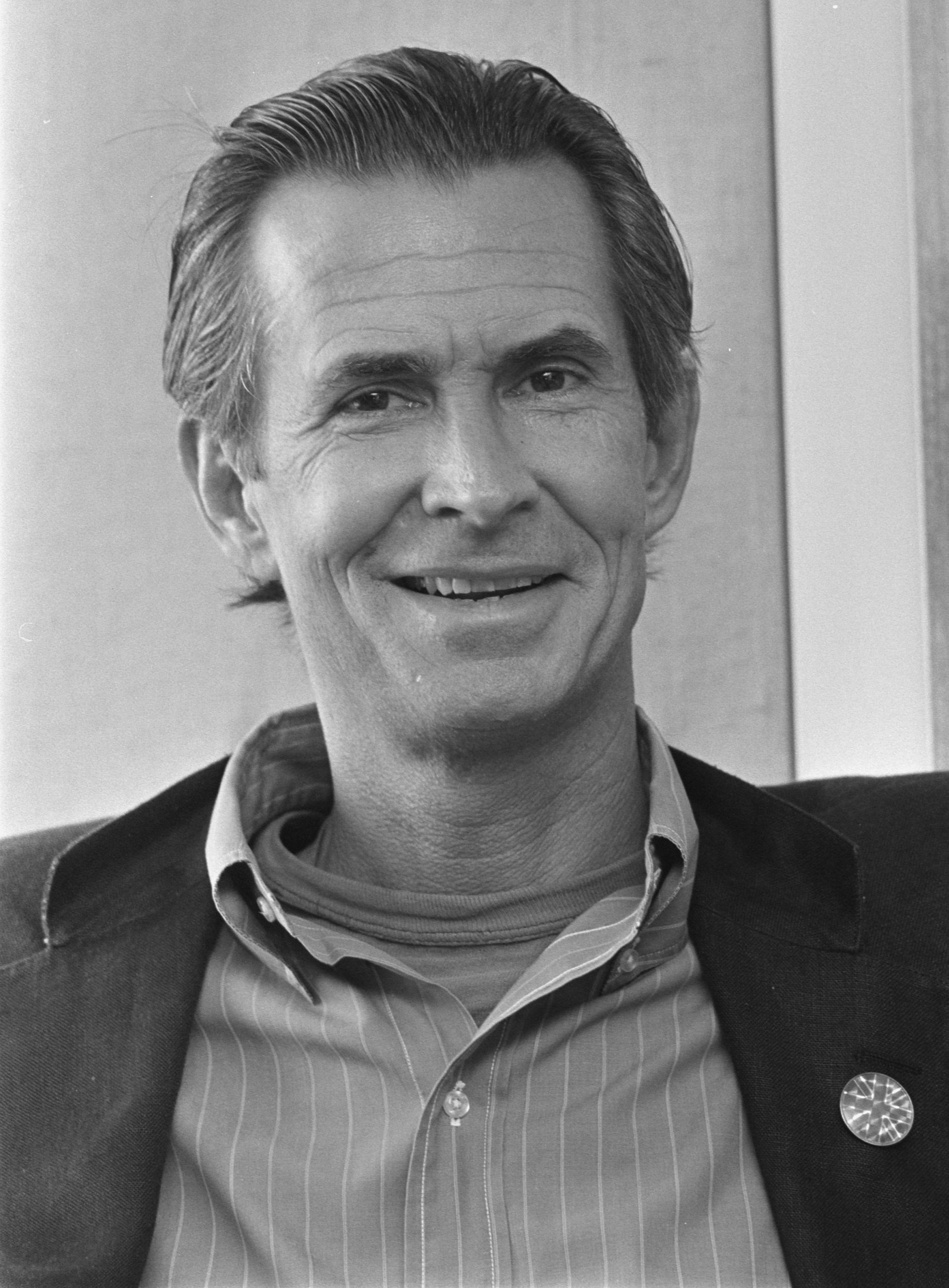
映画監督時代（1983年）

1970年代にはCM、舞台出演や脚本の執筆、1980年代は監督として新境地を開いた。だが、同性愛説や大麻不法所持などのスキャンダルでキャリアを妨げ、晩年も暗いニュースにつきまとわれる。主演作も1980年代に復活したかつての出世作『サイコ』シリーズの続編や、これをなぞるようなホラー、サスペンス映画が大半であり、個性を活かしきれなかった。それでも1987年のテレビドラマ『英雄物語/ナポレオンとジョセフィーヌ』ではタレーラン外相役で高い評価を得ていた。遺作に1992年ドイツ合作の『わが目の悪魔』、テレビ映画『殺人愛好症（マニア）の男』がある。
1992年にエイズによる合併症のため死去した。
多くの映画監督やメディアはパーキンスの死去を悼んだ。なかでも次回作で起用を決めていた監督の一人ダリオ・アルジェントは1993年公開の『トラウマ/鮮血の叫び』におけるジャド医師役をパーキンスに想定していたといわれる。だが、実現しなかったため、フレデリック・フォレストが代わって演じた。
現在でも、ユニバーサル・スタジオ・フロリダのアトラクションの中でヒッチコック映画の世界を紹介、体感するコーナーがあり、メモリアル映像もかねて生前のパーキンスのオリジナルのアトラクション紹介映像を観賞することができる。

## 私生活
コロンビア大学在学中はヒッチハイクを交えながら、自転車でニューヨークから西海岸まで走破することに成功したチャレンジ精神の持ち主である。
1978年に、著名なファッションデザイナーのエルザ・スキャパレッリの孫であり、ファッションモデル・女優のマリサ・ベレンソンの妹で、女優・写真家であるベリー・ベレンソン（英語版）と結婚し、2人の男児をもうけた。彼女は2001年9月11日、アメリカ同時多発テロ事件で世界貿易センタービルに最初に突入した飛行機（ボストン発ロサンゼルス行きアメリカン航空11便）に乗り合わせていて死亡した。
長男のオズは映画監督・俳優、次男のエルヴィス（Elvis）はシンガーソングライターとして、それぞれ活動している。

## 出演作品
※太字表記は主演。

### 映画
| 公開年 | 題名                                                | 役名                               | 備考                 |
| ------ | --------------------------------------------------- | ---------------------------------- | -------------------- |
| 1953   | ジ・アクトレス The Actress                          | フレッド・ウィットマーシュ         |                      |
| 1957   | 友情ある説得 Friendly Persuasion                    | ジョシュ・バードウェル             |                      |
| 1957   | 栄光の旅路 Fear Strikes Out                         | ジム                               |                      |
| 1957   | ロンリーマン The Lonely Man                         | ライリー・ウェイド                 |                      |
| 1957   | 胸に輝く星 The Tin Star                             | ベン・オーウェンス                 |                      |
| 1958   | 海の壁 This Angry Age                               | ジョセフ                           |                      |
| 1958   | 楡の木蔭の欲望 Desire Under the Elms                | エベン                             |                      |
| 1958   | 花嫁売り込み作戦 The Matchmaker                     | コーネリウス                       | 日本未公開           |
| 1959   | 緑の館 Green Mansions                               | アベル                             |                      |
| 1960   | 渚にて On the Beach                                 | ピーター・ホームズ少佐             |                      |
| 1960   | のっぽ物語 Tall Story                               | レイ・ブレント                     |                      |
| 1960   | サイコ Psycho                                       | ノーマン・ベイツ                   |                      |
| 1961   | さよならをもう一度 Goodbye Again                    | フィリップ                         |                      |
| 1962   | 死んでもいい Phaedra                                | アレクシス                         |                      |
| 1963   | 真夜中へ五哩 Five Miles to Midnight                 | ロバート・マクリン                 |                      |
| 1964   | 俺は知らない Le glaive et la balance                | ジョニー・パーソンズ               |                      |
| 1964   | 審判 Le Procès                                      | ジョセフ・K                        |                      |
| 1964   | エージェントセックス Une Ravissante Idiote          | ハリー・コンプトン                 |                      |
| 1965   | The Fool Killer                                     | ミロ・ボガードス                   |                      |
| 1966   | パリは燃えているか Paris brûle-t-il?                | ワレンGI                           |                      |
| 1968   | かわいい毒草 Pretty Poison                          | デニス・ピット                     |                      |
| 1968   | 殺意 Le scandale                                    | クリストファー                     |                      |
| 1970   | サイコXX How Awful About Allan                      | アラン                             | テレビ映画           |
| 1971   | 扉の影に誰かいる Quelqu'un derriere la porte        | ローレンス・ジェフリーズ           |                      |
| 1971   | キャッチ22 Catch-22                                 | A・T・タップマン                   |                      |
| 1971   | 十日間の不思議 Ten Days Wonder                      | チャールズ・ヴァン・ホーン         |                      |
| 1972   | Play It as It Lays                                  | B.Z.                               |                      |
| 1973   | シーラ号の謎 The Last of Sheila                     | N/A                                | 脚本                 |
| 1973   | ロイ・ビーン The Life and Times of Judge Roy Bean   | ラサール神父                       |                      |
| 1975   | オリエント急行殺人事件 Murder on the Orient Express | ヘクター・マックイーン             |                      |
| 1976   | マホガニー物語 Mahogany                             | ショーン                           |                      |
| 1978   | Remember My Name                                    | ニール・カレー                     |                      |
| 1978   | レ・ミゼラブル Les miserables                       | ジャヴェール                       | テレビ映画           |
| 1978   | First, You Cry                                      | Arthur Heroz                       | テレビ映画           |
| 1979   | 大統領の堕ちた日 Winter Kills                       | ジョン・セルッティ                 |                      |
| 1979   | トゥワイス・ア・ウーマン Twee vrouwen               | アルフレッド                       |                      |
| 1980   | 北海ハイジャック North Sea Hijack Ffolkes           | ルー・クレイマー                   |                      |
| 1980   | ブラックホール The Black Hole                       | アレックス・デュラン博士           |                      |
| 1980   | 第三の標的 Double Negative                          | ローレンス・マイルズ               |                      |
| 1983   | サイコ2 Psycho II                                   | ノーマン・ベイツ                   |                      |
| 1983   | 幻想のドリアン・グレイ The Sins of Dorian Gray      | ヘンリー・ロード                   | テレビ映画           |
| 1985   | クライム・オブ・パッション Crimes of Passion        | ピーター                           |                      |
| 1986   | サイコ3/怨霊の囁き Psycho III                       | ノーマン・ベイツ                   | 兼監督               |
| 1987   | トゥワイス・ア・ウーマン Twice a Woman              | アルフレッド                       |                      |
| 1988   | 殺人マシーン/デストロイヤー Destroyer               | ロバート・エドワーズ               |                      |
| 1988   | 彼女はマン・イーター/ブロンドにご用心 Lucky Stiff   | N/A                                | 監督                 |
| 1989   | ジキルとハイド Edge of Sanity                       | ヘンリー・ジキル／ジャック・ハイド |                      |
| 1990   | サイキック・バンパイア Daughter of Darkness         | アントン                           | テレビ映画           |
| 1990   | ゴースト・ライター The Ghost Writer                 | アンソニー・スターク               | テレビ映画           |
| 1990   | サイコ4 Psycho IV: The Beginning                    | ノーマン・ベイツ                   | テレビ映画           |
| 1990   | ドレス I'm Dangerous Tonight                        | ブキャナン教授                     | テレビ映画           |
| 1991   | わが目の悪魔 Der Mann nebenan                       | アーサー・ジョンソン               |                      |
| 1992   | 殺人愛好症（マニア）の男 In the Deep Woods          | ポール・ミラー                     | テレビ映画           |
| 2015   | Tab Hunter Confidential                             | 本人                               | ドキュメンタリー映画 |

### テレビドラマ
| 公開年 | 題名                                                                     | 役名       | 備考         |
| ------ | ------------------------------------------------------------------------ | ---------- | ------------ |
| 1984   | グローリー・ボーイ The Glory Boys                                        | ジミー     |              |
| 1987   | 英雄物語/ナポレオンとジョセフィーヌ Napoleon and Josephine: A Love Story | タレーラン | ミニシリーズ |

## ディスコグラフィ

### アルバム
- 『トニー・パーキンス』 - Orchestra Under the Direction of Martin Paich (1957年、Epic)
- 『オン・ア・レイニー・アフターヌーン』 - On A Rainy Afternoon (1958年、RCA Victor)
- 『フロム・マイ・ハート』 - From My Heart... (1958年、RCA Victor) ※旧邦題『おもいでの歌 すきな歌』
- Anthony Perkins (1964年、Pathé)

## 受賞とノミネート

### 映画
| 年   | 賞/映画祭                      | 部門                 | 作品名                                | 結果       |
| ---- | ------------------------------ | -------------------- | ------------------------------------- | ---------- |
| 1956 | アカデミー賞                   | 助演男優賞           | 『友情ある説得 』 Friendly Persuasion | ノミネート |
| 1956 | ゴールデングローブ賞           | 最も有望な新人男優賞 | 『友情ある説得 』 Friendly Persuasion | 受賞       |
| 1960 | バンビ賞                       | 国際男優賞           | 『サイコ 』 Psycho                    | ノミネート |
| 1961 | バンビ賞                       | 国際男優賞           | 『さよならをもう一度』 Goodbye Again  | ノミネート |
| 1961 | カンヌ国際映画祭               | 男優賞               | 『さよならをもう一度』 Goodbye Again  | 受賞       |
| 1961 | ダヴィッド・ディ・ドナテッロ賞 | 外国男優賞           | 『さよならをもう一度』 Goodbye Again  | 受賞       |